# Kazimierz Lutomski
Kazimierz Lutomski (ur. 31 stycznia 1929 w Zbąszyniu, zm. 6 października 2005 w Poznaniu) – profesor zwyczajny, polski technolog drewna.

## Kariera
Szkołę podstawową ukończył w Zbąszyniu, skąd po 1939 został wysiedlony został wraz z rodziną do Generalnego Gubernatorstwa. Tutaj rozpoczął tajne komplety w zakresie szkoły średniej (ukończył ją już po wojnie). W 1944 wysłany do pracy przymusowej w głąb Rzeszy. W latach 1949–1953 studiował na Wydziale Leśnym Akademii Rolniczej w Poznaniu. Pracę doktorską obronił w 1963 (promotorem był prof. dr Stanisław Prosiński). Od 1976 doktor habilitowany. Od 1987 profesor nadzwyczajny nauk technicznych, a od 1993 profesor zwyczajny (Instytut Chemicznej Technologii Drewna w Poznaniu).
W 1992 był promotorem doktoratu honoris causa prof. Waltera Liese (Uniwersytet w Hamburgu). Od 1996 członek Międzynarodowej Akademii Drzewnictwa (IAWS). Członek Komisji Leśnictwa i Drzewnictwa Oddziału Poznańskiego PAN, Wydziału Nauk Technicznych PTPN, Komitetu Trwałości Budowli Polskiego Związku Inżynierów i Techników Budownictwa. Członek honorowy Komitetu Technologii Drewna PAN, Polskiego Stowarzyszenia Mykologów Budownictwa i Międzynarodowej Grupy Badawczej z zakresu Ochrony Drewna IRG/WP. Od 1985 do 1995 sekretarz redakcji Folia Forestalia Polonica – seria B Drzewnictwo, a od 1995 do 2001 piastował stanowisko redaktora naczelnego tego pisma.

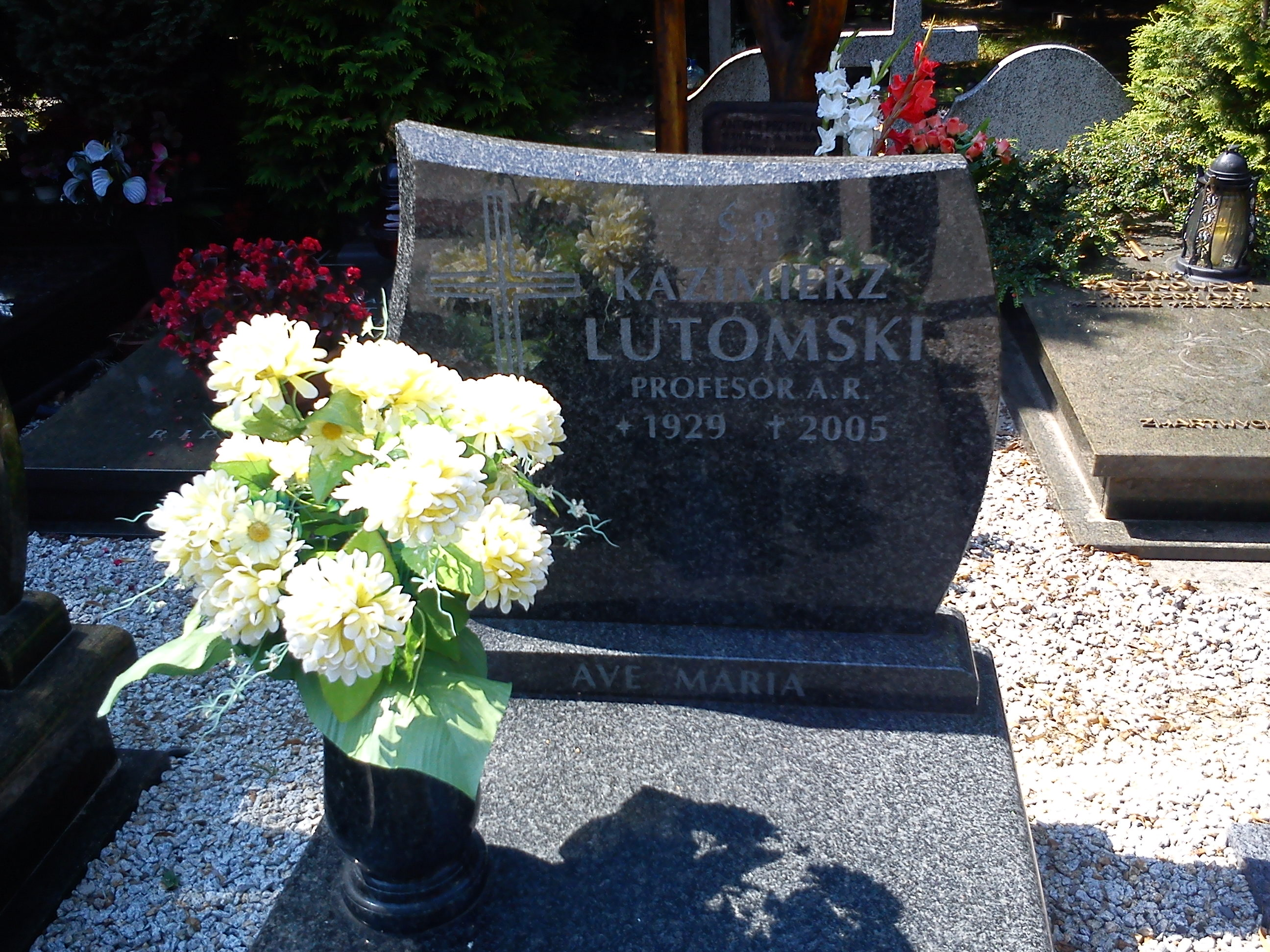
Grób na cmentarzu św. Jana Vianneya

## Pełnione funkcje
- 1963–1980 – kierownik Pracowni Konserwacji Drewna,
- 1976–1978 i od 1992 – p.o. wicedyrektora Instytutu Chemicznej Technologii Drewna,
- 1981–1982 – prodziekan Wydziału Technologii Drewna,
- 1981–2000 – kierownik Zakładu Ochrony i Konserwacji Drewna Instytutu Chemicznej Technologii Drewna.

## Zainteresowania
Głównym kierunkiem prac naukowych była ochrona i konserwacja drewna (preparatyka, badania środków chemicznych i technologia ich stosowania). Z tego zakresu zgłosił liczne patenty. Opublikował ponad 220 rozpraw i artykułów w Polsce i poza nią.
Miłośnik żeglarstwa i konstruktor jachtu.

## Nagrody
- Złoty Krzyż Zasługi,
- Krzyż Kawalerski Orderu Odrodzenia Polski,
- Srebrna Odznaka Honorowa Stowarzyszenia Inżynierów i Techników Leśnictwa,
- Odznaka „Zasłużony dla Leśnictwa i Przemysłu Drzewnego”,
- Złota Odznaka Polskiego Stowarzyszenia Mykologów Budownictwa.